# Heckenschere

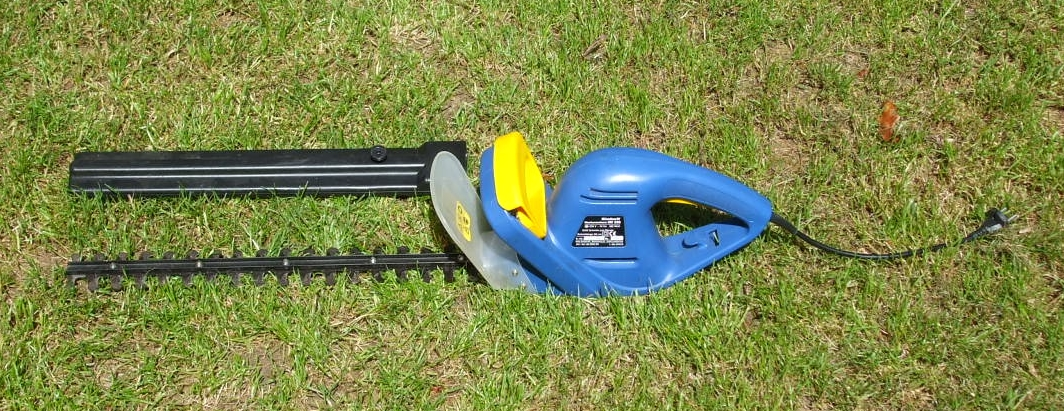
Elektrische Heckenschere

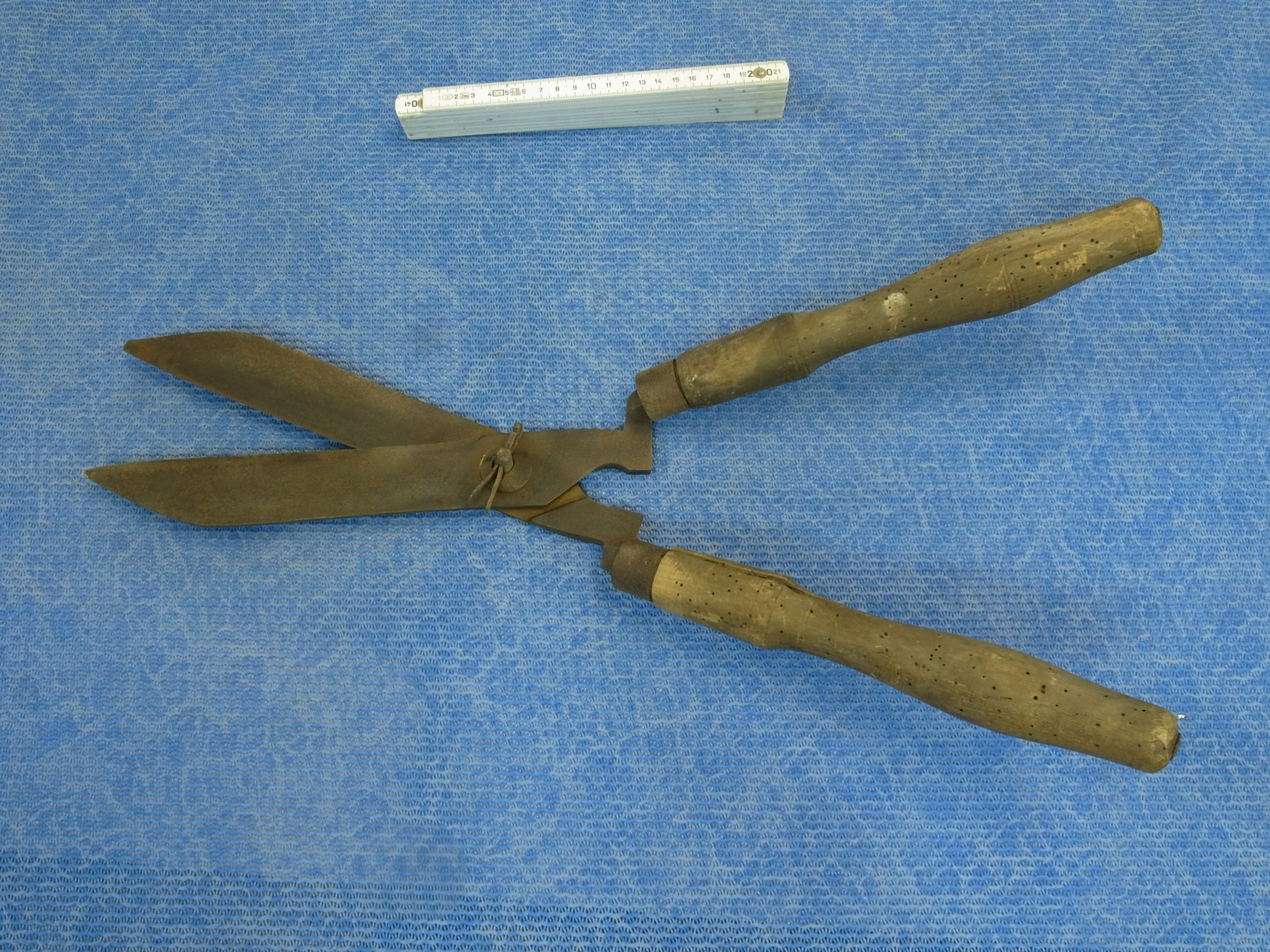
Geschmiedete Heckenschere, ca. 1900

Die Heckenschere ist ein Gartengerät und dient dazu, eine Hecke zu stutzen oder Gebüsch und feststängelige Pflanzen (Rosen u. ä.) zurückzuschneiden.

## Allgemeines
Heckenscheren werden als Handheckenschere oder motorangetrieben (Benzin- oder Elektromotor) hergestellt. Motorisierte Heckenscheren haben nur wenig mit einer „gewöhnlichen“ Schere gemein. Sie besitzt ein 40 bis 70 cm langes Schwert, ähnlich einem beidseitig schneidenden Mähbalken, ähnlich auch dem Schwert eines Sägerochens. An einer feststehenden Leiste sind rechts und links jeweils eine Reihe feststehender Messer befestigt, deren Abstand (ca. 1,5–3,4 cm) dem maximal zu schneidenden Astdurchmesser entspricht. Darüber wird ein zweiter, ebenfalls mit Messern besetzter Balken hin und her bewegt, so dass die Messer dieses Balkens mit dem Feststehenden eine lange Reihe einzelner Scheren bilden. Hierdurch kürzen die Schneiden die Hecke sehr präzise.
Die Handheckenschere ist eine bis zu 60 cm lange Schere, wobei die Schneiden etwa 30 cm Länge aufweisen. Sie hat einen Zangengriff und die Schneide kann nach innen gebogen sein, meistens jedoch sind moderne Wellenschliffschneiden vorhanden. Durch die langen Griffe aus Holz (bzw. Rohre) entfaltet sich eine günstige Hebelwirkung und die Pflanzenteile lassen sich sauber und mit einem Zuschnitt durchtrennen. Um ein sicheres Schneiden zu gewährleisten, sollten die Schneideblätter regelmäßig geschliffen werden.

## Arten von Heckenscheren

### Alleinstehende Heckenscheren

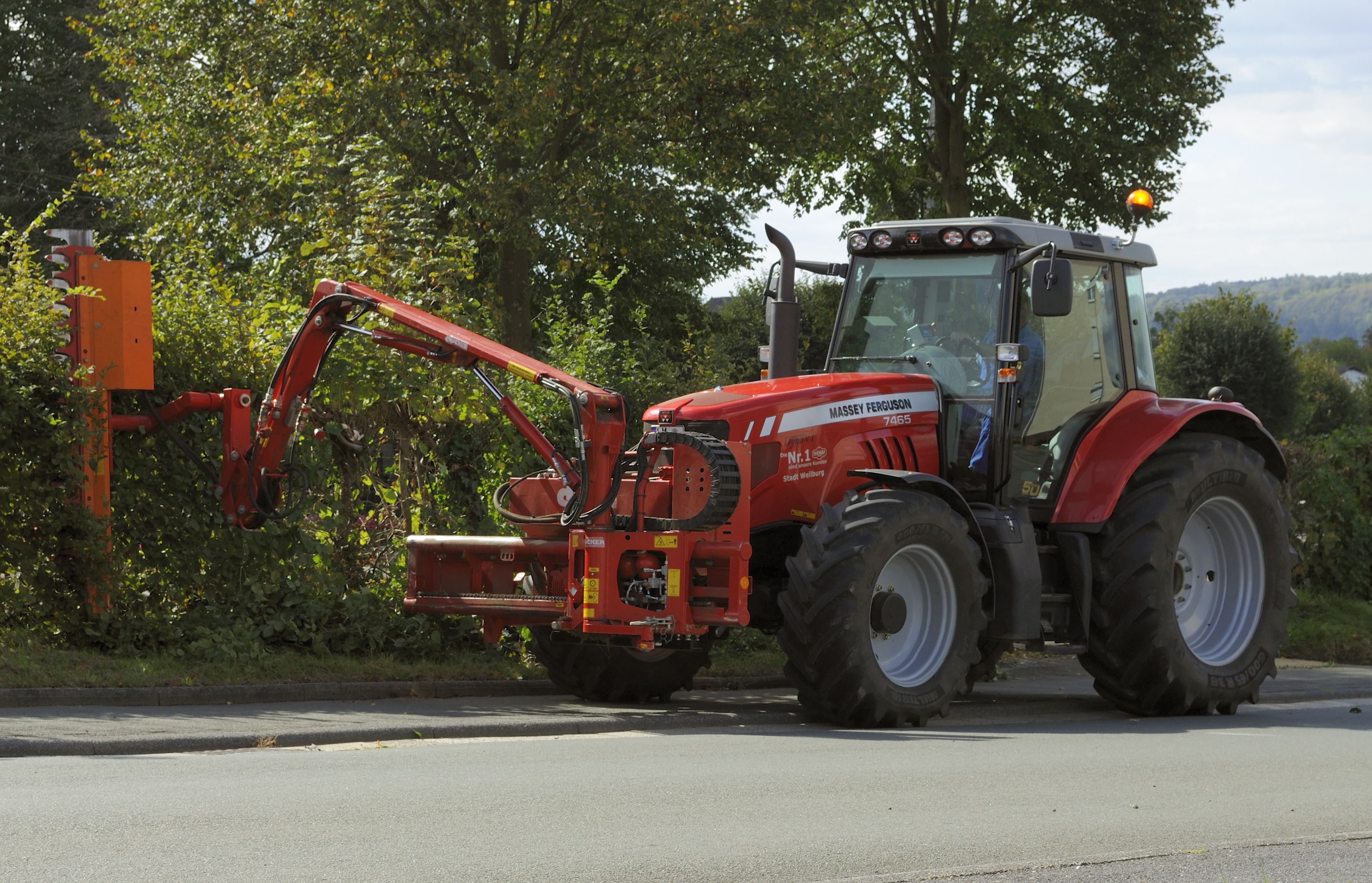
Montierte Heckenschere an einem Traktor

Eine Heckenschere kann auf verschiedenste Weise angetrieben werden. Dabei unterscheidet man zwischen:
- Manuell betriebenen Heckenscheren (Diese sind unabhängig von jeglicher externen Energiequelle, da die Kraft von den Muskeln aufgebracht werden muss)
- Benzin-Heckenscheren (Sie gehören zu den leistungsstärksten Heckenscheren, sind aber in der Regel sehr laut und schwer)
- Elektro-Heckenscheren (Hier ist man auf eine Steckdose angewiesen, da sie kabelgebunden ist. Dadurch ist das Gewicht deutlich geringer und die Leistung schwächer als bei der Benzin-Heckenschere)
- Akku-Heckenscheren (Die Arbeitszeit ist vom Akku abhängig und die Leistung fällt im Durchschnitt etwas schwächer aus als bei der Elektro-Heckenschere)

### Montierte Heckenscheren an Traktoren
Es gibt  Heckenscheren, welche an Traktoren montiert werden, um größere Hecken zu schneiden. Diese Maschinen bestehen aus einem beweglichen Arm mit einer großen Heckenschere an dessen Ende. Sie werden oft vom Staat benutzt.